# Achuzam
Achuzam (hebrejsky אֲחֻזָּם, v oficiálním přepisu do angličtiny Ahuzzam, přepisováno též Ahuzam) je vesnice typu mošav v Izraeli, v Jižním distriktu, v Oblastní radě Lachiš.

## Geografie
Leží v nadmořské výšce 171 metrů v pobřežní nížině, v regionu Šefela, nedaleko severního okraje pouště Negev. Jižně od vesnice protéká vádí Nachal Adorajim, které pak ústí do Nachal Šikma.
Obec se nachází 25 kilometrů od břehu Středozemního moře, cca 58 kilometrů jižně od centra Tel Avivu, cca 51 kilometrů jihozápadně od historického jádra Jeruzalému a 6 kilometrů jižně od města Kirjat Gat. Achuzam obývají Židé, přičemž osídlení v tomto regionu je etnicky převážně židovské.
Achuzam je na dopravní síť napojen pomocí dálnice číslo 40. Podél východního okraje mošavu vede železniční trať z Tel Avivu do Beerševy, která zde ale nemá stanici.

## Dějiny
Achuzam byl založen v roce 1950. Šlo o součást jednotně koncipované sídelní sítě budované v regionu Chevel Lachiš po vzniku státu Izrael. Zakladateli mošavu byli Židé z Maroka napojení na sionistickou organizaci ha-Po'el ha-mizrachi. Místní ekonomika je založena na zemědělství (pěstování polních plodin, citrusů, zeleniny a chov skotu). V obci funguje obchod se smíšeným zbožím.
Vesnice je pojmenována podle biblické postavy Achuzama zmiňovaného v První knize kronik 4,6 Ten vlastnil půdu v této oblasti.

## Demografie
Podle údajů z roku 2014 tvořili naprostou většinu obyvatel v Achuzam Židé (včetně statistické kategorie "ostatní", která zahrnuje nearabské obyvatele židovského původu ale bez formální příslušnosti k židovskému náboženství).
Jde o menší obec vesnického typu s dlouhodobě rostoucí populací. K 31. prosinci 2014 zde žilo 519 lidí. Během roku 2014 populace klesla o 2,1 %.
| Rok            | 1961 | 1972 | 1983 | 1995 | 2001 | 2003 | 2004 | 2005 | 2006 | 2007 | 2008 | 2009 | 2010 | 2011 | 2012 | 2013 | 2014 |
| -------------- | ---- | ---- | ---- | ---- | ---- | ---- | ---- | ---- | ---- | ---- | ---- | ---- | ---- | ---- | ---- | ---- | ---- |
| Počet obyvatel | 407  | 524  | 473  | 337  | 376  | 411  | 411  | 417  | 416  | 416  | 438  | 506  | 498  | 500  | 500  | 530  | 519  |